# Fritz Wepper
Fritz Wepper (ur. 17 sierpnia 1941 w Monachium, zm. 25 marca 2024 tamże) – niemiecki aktor teatralny, filmowy i telewizyjny. Najbardziej znany z roli inspektora Harry'ego Kleina w serialu kryminalnym Derrick (1974–1998). Wepper jest także pamiętany z ról w filmach Kabaret (1972) i Most (1959) oraz jako burmistrz Wöller w serialu Um Himmels Willen (2002–2021).

## Życie i kariera
Fritz Wepper urodził się jako syn prawnika, który zaginął podczas II wojny światowej jako żołnierz w Polsce w 1945 roku. Karierę aktorską rozpoczął w wieku jedenastu lat w przedstawieniu Piotrusia Pana. Pierwszą ważną rolę filmową dostał w Tischlein deck dich, filmowej adaptacji baśni braci Grimm Stół życzeń. Przełomową rolą była rola młodego żołnierza w antywojennym filmie Bernharda Wickiego Most (1959), który zdobył Złoty Glob dla najlepszego filmu nieanglojęzycznego. Wepper utrzymał popularność wśród niemieckiej publiczności aż do dorosłości i pojawił się w kilku znaczących niemieckich filmach z lat 60.
W 1972 roku zagrał Fritza Wendela, niemieckiego Żyda udającego chrześcijanina, w nagrodzonej Oscarem filmowej wersji Kabaretu. Wendel grany przez Weppera poślubia postać graną przez Marisę Berenson, bogatą żydowską dziedziczkę, podczas gdy władza nazistów nieubłaganie rośnie w Europie.

## Życie prywatne
Wepper poślubił Angelę von Morgen w 1979 roku. Jego córka Sophie jest również aktorką. Razem wystąpili w serialu kryminalnym Mord w bester Gesellschaft w latach 2007–2017. Wepper trafił na pierwsze strony gazet, kiedy opuścił von Morgen dla znacznie młodszej Susanne Kellermann (ur. 1974) w 2009 roku. Ma córkę (ur. 2012) ze związku z Kellermann, ale później wrócił do żony. Angela von Morgen zmarła w styczniu 2019 roku w wieku 76 lat w wyniku krwotoku mózgowego. W 2020 roku Wepper poślubił Susanne Kellermann.
Po spotkaniu podczas kręcenia Kabaretu w 1971 roku Wepper i Liza Minnelli pozostali bliskimi przyjaciółmi.
Wepper zmarł w Monachium 25 marca 2024 roku w wieku 82 lat, niespełna sześć miesięcy po śmierci swojego brata Elmara.